# Aleksandr Azonczik
Aleksandr Siemionowicz Azonczik, Alaksandr Siamieniawicz Azonczik (ros. Александр Семёнович Азончик, biał. Аляксандр Сямёнавіч Азончык, ur. 10 sierpnia 1908 w Jackowiczach w guberni wileńskiej, zm. 8 lutego 1995 we wsi Kurieniec w rejonie wilejskim) – radziecki dowódca partyzancki, Bohater Związku Radzieckiego (1944).

## Życiorys
Urodził się w rodzinie biednego białoruskiego robotnika rolnego, skończył 2 klasy szkoły wiejskiej. Od grudnia 1924 do września 1926 działał pod pseudonimem „Lalin” w organizacji wywiadowczej na rzecz ZSRR, później pracował jako szewc, w październiku 1929 został powołany do służby w WP, służył w 2 pułku ułanów im. Dwernickiego w Suwałkach, gdzie został kapralem, w 1931 został zdemobilizowany. Po ataku Niemiec na Polskę we wrześniu 1939 zmobilizowany, brał udział w walkach pod Grajewem, po agresji ZSRR na Polskę dostał się do niewoli i został osadzony w obozie jenieckim w Kozielsku, skąd został zwolniony, po czym wykonywał zadania oficerów Armii Czerwonej i organizował Czerwoną Gwardię. Od listopada 1939 do czerwca 1941 był nieetatowym pracownikiem Obwodowego Zarządu NKWD w Wilejce, po ataku Niemiec na ZSRR nie zdążył się ewakuować i pozostał na okupowanym terytorium. 1 lipca 1941 założył oddział partyzancki „Patriot” liczący 64 ludzi, który w kolejnych latach rozrósł się do 184 ludzi. Organizował zasadzki na Niemców, niszczył linie łączności i wykolejał pociągi. W czerwcu 1942 dowodzony przez niego oddział wszedł w skład oddziału dywersyjno-wywiadowczego im. Budionnego brygady partyzanckiej obwodu wilejskiego, w której Azonczik został szefem oddziału specjalnego. W 1943 został członkiem WKP(b). Łącznie oddział „Patriot” przeprowadził, według danych radzieckich, 439 akcji, w tym wykolejenie 47 pociągów; w walkach miało zginąć 1185 i zostać rannych 1510 niemieckich żołnierzy. W lipcu 1944 oddział połączył się z regularnymi jednostkami Armii Czerwonej, po wojnie Azonczik pracował w Wilejce do 1955, później przeniósł się do pobliskiej wsi Kurieniec.

## Odznaczenia
- Złota Gwiazda Bohatera Związku Radzieckiego (1 stycznia 1944)[1]
- Order Lenina (1 stycznia 1944)
- Order Wojny Ojczyźnianej I klasy (11 marca 1985)

I medale.